# Curt Trepte
Curt Trepte (* 12. August 1902 in Eisenberg-Moritzburg; † 19. April 1990 in Berlin) war ein deutscher Schauspieler, Regisseur und Intendant.

## Leben
Curt Trepte wurde 1902 als Sohn eines Zimmermanns in Moritzburg geboren und besuchte die Realschule bis zur Primareife. Nach dem Besuch der Staatsbauschule für Hoch- und Tiefbau studierte er von 1923 bis 1924 am Staatstheater Dresden, wo er auch sofort sein erstes Engagement erhielt. Von 1924 bis 1930 spielte Curt Trepte an verschiedenen Bühnen des bürgerlichen Theaters, bis er 1930 an die Piscator-Bühne in Berlin kam. Hier schloss er sich 1931 der Truppe 1931 an, die vorwiegend aus Bewohnern der Künstlerkolonie Berlin-Wilmersdorf bestand und die 1933 umgehend von den Nationalsozialisten verboten wurde. 
Wegen seiner kommunistischen Weltanschauung musste er Deutschland verlassen. In der Emigration, über Paris in die Sowjetunion gekommen, reiste er mit dem Tourneetheater Kolonne Links durch die Sowjetunion. In Dnjepropetrowsk leitete er ein deutschsprachiges Kolchostheater und spielte dann später unter Maxim Vallentin am Wolgadeutschen Staatstheater in Engels. 1935 wurde er von seiner Frau Luisrose Fournes, mit der er einen gemeinsamen Sohn hatte, geschieden. Ab 1938 verlagerte er sein Exil nach Schweden. Mit seinem Namen ist die Tätigkeit des Arbeitertheaters Västerås und der „Freien Bühne“ Stockholm verbunden. Curt Trepte war in Schweden auch Redakteur bei der deutschsprachigen Wochenzeitung „Die politische Information“, Mitglied des Nationalkomitees Freies Deutschland, gehörte zur Leitung des Freien Deutschen Kulturbundes und wirkte an Rundfunksendungen nach Deutschland mit.
Nach seiner Rückkehr in die Sowjetische Besatzungszone im Mai 1946 gehörte er, nach vorübergehender Tätigkeit in der Hörspielabteilung des Berliner Rundfunks und als Rundfunkintendant in Schwerin (Oktober 1946), zum Wiederaufbaukollektiv des Volksbühnenensembles. Er vermittelte  für Nelly Sachs die Veröffentlichung ihrer Gedichte und ihrer Übersetzungen beim Aufbau-Verlag im Jahre 1947. Dann wirkte er zunächst ab 1948 am damaligen Haus der Kultur der Sowjetunion, arbeitete ab 1951 als Schauspieler, Dramaturg und Regisseur in Leipzig und war dann von 1953 bis 1963 als Intendant am Stadttheater Quedlinburg und am Harzer Bergtheater tätig. Ab 1963 widmete sich das Mitglied der Akademie der Künste (Berlin) hauptsächlich seiner Forschungstätigkeit als Theaterhistoriker, legte zahlreiche Publikationen zum Theater im Exil vor und porträtierte die antifaschistischen Schauspieler Hans Otto und Heinrich Greif. Von 1961 bis 1963 war er als Nachrücker von Erich Franz für den Deutschen Kulturbund Mitglied der Volkskammer der DDR.
Während seines Wirkens gestaltete er 241 Rollen und besorgte 46 Inszenierungen. Er war Autor und Herausgeber verschiedener Bücher wie des Hans-Otto-Buchs, Heinrich Greif, Harzer Bergtheater, mehrerer Theaterschriften sowie zahlreicher Artikel in Zeitungen und Zeitschriften. Im Januar 1968 übergab er der Deutschen Akademie der Künste in Berlin sein Privatarchiv.
Die Beisetzung fand am 22. Mai 1990 statt. Seine Urne ist auf dem Zentralfriedhof Berlin-Friedrichsfelde in der Gräberanlage für Opfer des Faschismus und Verfolgte des Naziregimes bestattet.

## Filmografie
- 1936: Kämpfer
- 1948: Grube Morgenrot
- 1949: … und wenn’s nur einer wär’ …
- 1951: Zugverkehr unregelmäßig
- 1956: Thomas Müntzer
- 1960: Seilergasse 8
- 1979: Polizeiruf 110: Am Abgrund
- 1984: Polizeiruf 110: Das vergessene Labor

## Theater: Darsteller
- 1924: Ernst Toller: Hinkemann (Zeitungsjunge) (Staatstheater Dresden)
- 1933: Gustav von Wangenheim: Die Mausefalle (Angestellter Fleißig) – Regie: Gustav von Wangenheim (Truppe 1931)
- 1937: Friedrich Wolf: Floridsdorf (Angeklagter Weissel) (Deutsches Theater Kolonne Links)
- 1938: Bertolt Brecht: Die Gewehre der Frau Carrar (Odeon-Theater Stockholm)
- 1939: Bertolt Brecht: Die Gewehre der Frau Carrar (Arbeitertheater Västerås)
- 1944: Sekel Nordenstrand: Schwarzer Granit (Freie Bühne Stockholm)
- 1947: Boris Lawrenjow: Die Bresche – Regie: Heinz Wolfgang Litten (Haus der Kultur der Sowjetunion)
- 1948: Ludwig Thoma: Moral (Gymnasialprofessor) – Regie: Peter Bejach (Volksbühne Berlin in der Kastanienallee)
- 1948: Konstantin Trenjow: Ljubow Jaworaja – Regie: Hans Rodenberg (Haus der Kultur der Sowjetunion)
- 1949: Anatoli Sofronow: Der Moskauer Charakter (Saitzew) – Regie: Hans Rodenberg (Haus der Kultur der Sowjetunion)
- 1960: Friedrich Karl Kaul/Ernst Eylt: Die blaue Akte (Arbeiter) (Stadttheater Quedlinburg)
- 1966: Friedrich Schiller: Wilhelm Tell (Walter Fürst) – Regie: Werner Peter (Stadttheater Quedlinburg)

## Theater: Regie
- 1937: Friedrich Wolf: Floridsdorf  (Kolonne Links)
- 1951: Andrej Upsjenskij: Dem Leben entgegen (Landesbühnen Sachsen)
- 1957: Heinrich von Kleist: Die Hermannschlacht (Harzer Bergtheater)
- 1960: Hedda Zinner: Lützower (Harzer Bergtheater)
- 1960: Friedrich Karl Kaul/Ernst Eylt: Die blaue Akte (Stadttheater Quedlinburg)
- 1961: Theun de Vries: Signale aus dem Dunkel  (Stadttheater Quedlinburg)
- 1961: Heinrich von Kleist: Das Käthchen von Heilbronn (Harzer Bergtheater)
- 1961: Friedrich Wolf: Was der Mensch säet (Stadttheater Quedlinburg)
- 1963: Heinrich von Kleist: Die Fehde des Michael Kohlhaas (Harzer Bergtheater)

## Auszeichnungen
- 1962: Johannes-R.-Becher-Medaille in Silber[7]
- 1962: Vaterländischer Verdienstorden in Bronze[8]
- 1976: Johannes-R.-Becher-Medaille in Gold[9]
- 1977: Vaterländischer Verdienstorden in Silber[10]
- 1978: Neuberin-Plakette der Stadt Reichenbach im Vogtland[11]
- 1982: Ehrendoktor der Ernst-Moritz-Arndt-Universität Greifswald[12]
- 1985: Ehrenmitgliedschaft im Verband der Theaterschaffenden der DDR[13]
- 1987: Vaterländischer Verdienstorden in Gold[14]